# Deutschlandfunk Kultur
Deutschlandfunk Kultur (DLF Kultur) – publiczny drugi program kulturalno-naukowy niemieckiego radia emitowany przez Deutschlandradio. Korzenie Deutschlandfunk Kultur wywodzą się z Deutschlandsender, rozgłośni założonej w 1926 roku. Po II wojnie światowej, rozgłośnia stała się główną rozgłośnią radiową NRD. W roku 1970 została przemianowana na Stimme der DDR – „Głos NRD”. Istniała ona aż do lutego 1990 r., kiedy stała się znów Deutschlandsender, a w maju 1990 roku połączyła się z DDR2 i Radio NRD został przemianowany Deutschlandsender Kultur. Od 1994 roku pod nazwą Deutschlandradio Berlin, w 2005 roku przyjęła nazwę Deutschlandradio Kultur, a w 2017 Deutschlandfunk Kultur.